# 铜牛
铜牛，也称黄铜牛或西西里公牛，据传是源自古希腊的一种酷刑和死刑执行器具。据西西里的狄奥多罗斯的《历史丛书》，雅典的佩里洛斯（Perillos）发明了铜牛并将其作为一种新刑具献给僭主法拉里斯。据传铜牛完全由青铜制成，内部中空，侧边有一扇门，形状和大小与真正的公牛相仿。设计有声学装置，可将死囚的尖叫声转化为公牛的吼叫声。行刑时，犯人被锁在铜牛中，牛肚子下再生起一团火，烈焰不断加热铜牛最终将里面的人烤死。一些现代学者质疑铜牛的真实性，认为其是早期对暴君的抹黑宣传。

## 法拉里斯的铜牛
公牛的头部装有一套音管系统，可将囚犯的尖叫声转化为公牛怒气冲天的吼叫声。据说法拉里斯指点了铜牛的设计，要求铜牛被加热时冒出阵阵浓烟。据传当尸体烧焦后，铜牛被重新打开，受害者的焦骨“像珠宝一样闪闪发光，随后被做成手链”。
传闻在铜牛完工后，佩里洛斯（Perillos）对法拉里斯说：“他的尖叫声会通过音管被吹奏成最纤弱、最可悲、最悦耳的牛吼。”佩里洛斯坚信他的新发明会给他带来奖赏。相反，对这些话极度反感的法拉里斯命令佩里洛斯亲自演示音管系统如何运行，将他哄骗进铜牛中。佩里洛斯进去后，铜牛立刻被锁上，下面生起了火，这样法拉里斯便可以听到他的尖叫声。烧到一半的时候，法拉里斯打开门放出佩里洛斯，然后把他带到一个山顶扔下去杀死。据说法拉里斯本人被忒勒玛科斯（阿克拉加斯）推翻后，在自己的铜牛中被烤死。
几十年后，古希腊诗人品达明确地将这种酷刑工具与暴君法拉里斯联系起来。

## 罗马人对基督教徒的迫害
据称罗马人曾用这种刑具杀害基督徒，圣尤斯塔斯之死最为出名。根据基督教传说，圣尤斯塔斯与妻子和孩子被哈德良皇帝用铜牛烤死。在图密善皇帝时期，同样的迫害也发生在帕加马的主教圣安提帕斯身上。他是小亚细亚第一位殉道者，于公元92年烤死在铜牛中。这种装置在两个世纪后仍在使用。据传另一个基督徒圣女彼肋吉在公元287年被戴克里先皇帝烤死在铜牛中。
天主教会则认为圣尤斯塔斯殉道的故事是“完全错误的”。

## 图卢兹的西哥特王国
《Consularia Caesaraugustana》记载，公元497年，罗马篡位者布尔登勒斯被国王亚拉里克二世用铜牛烤死。

## 图集

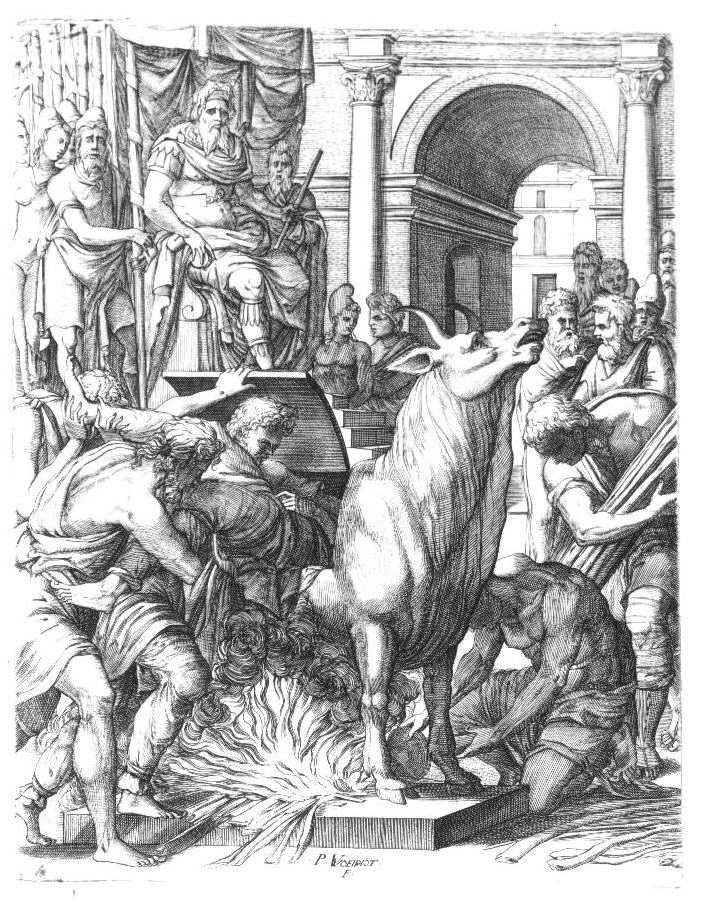
佩里洛斯被迫进入献给法拉里斯的铜牛
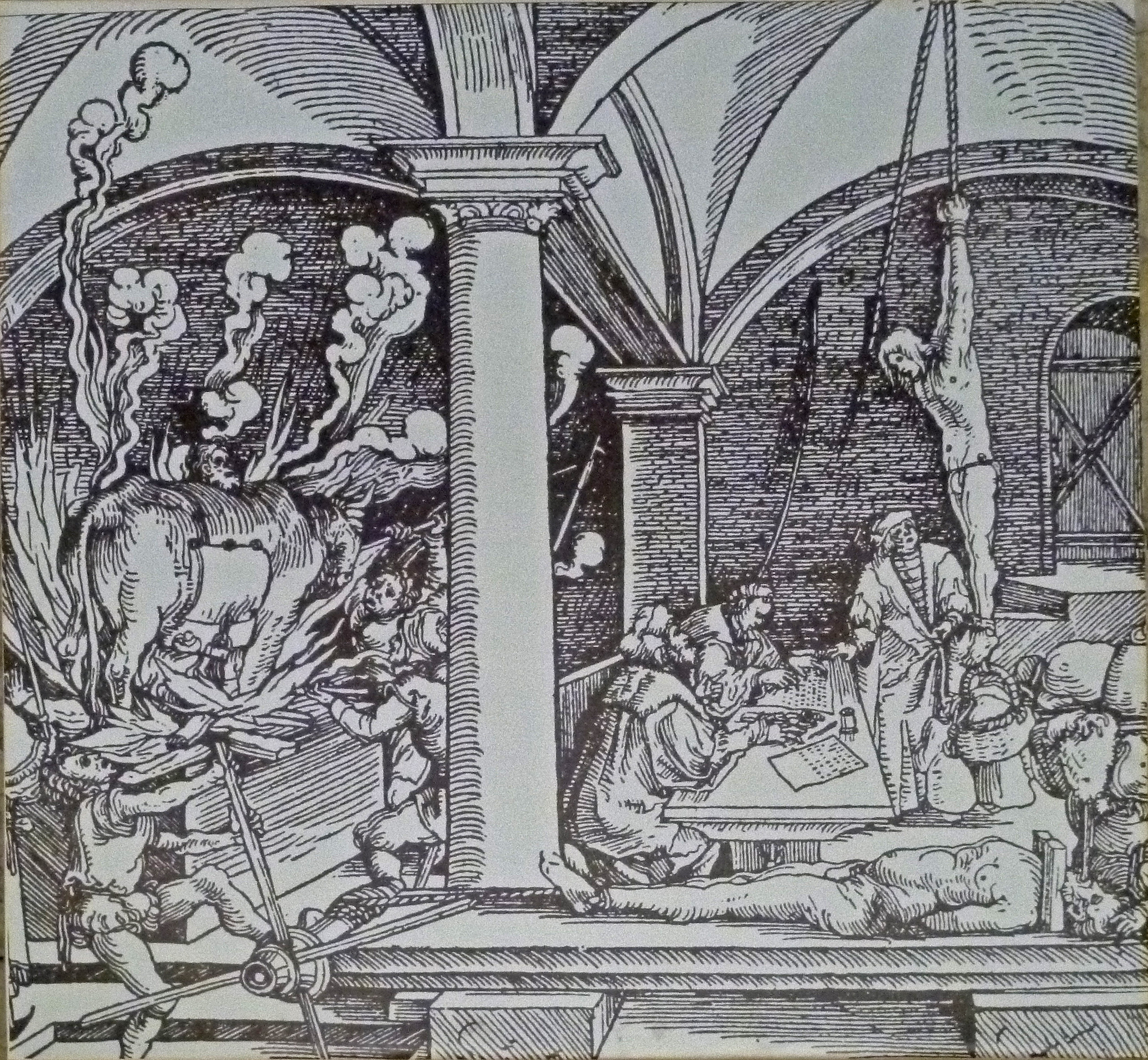
一幅古老版画上的铜牛（左）
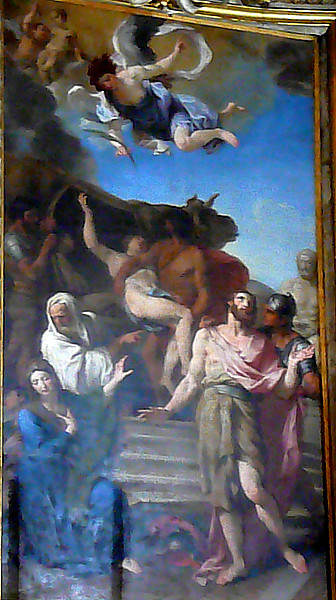
《 圣尤斯塔斯（英语：Saint Eustace）的殉难》，弗朗切斯科·费尔南迪（英语：Francesco Fernandi）作
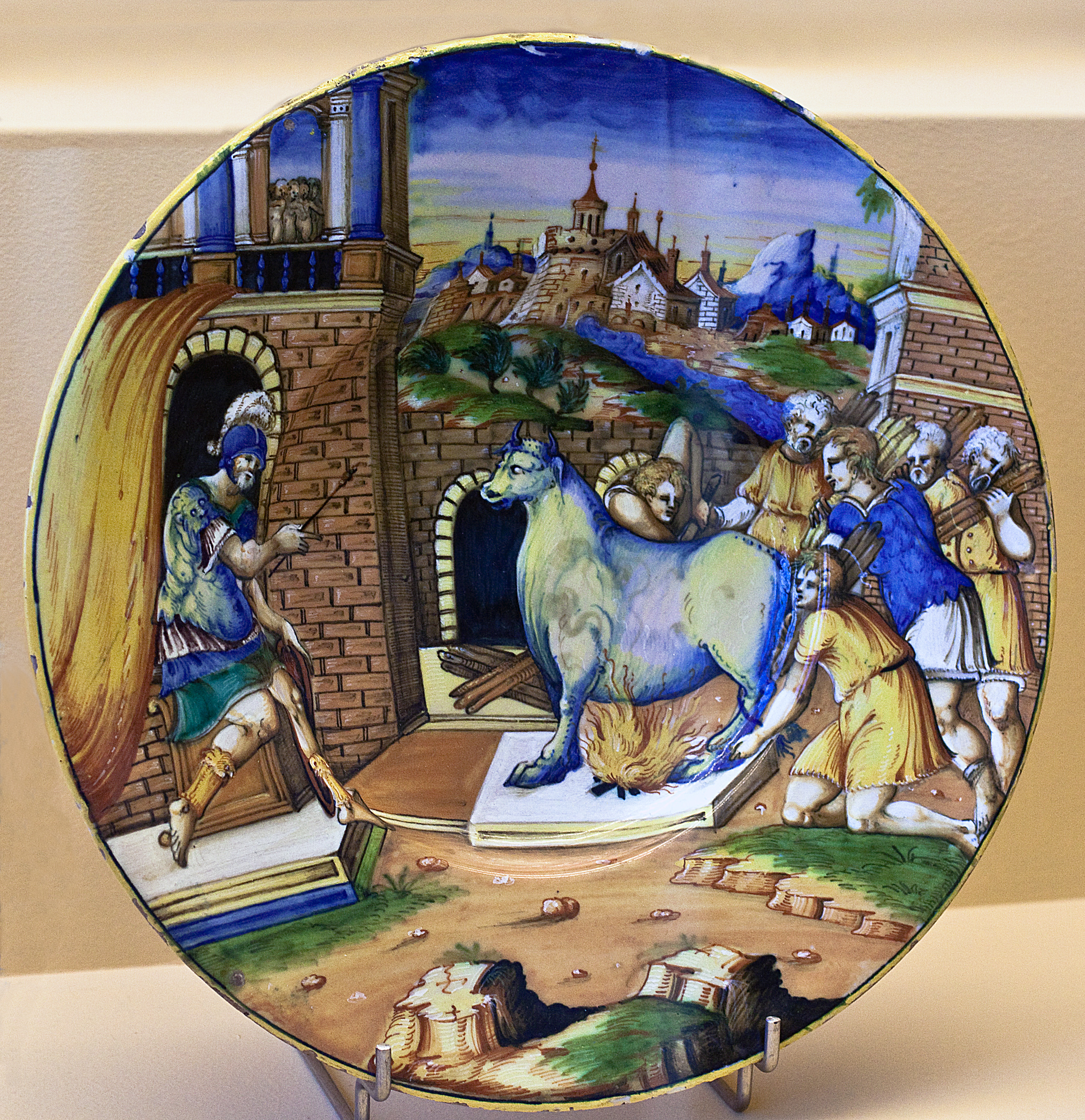
描绘铜牛的碟
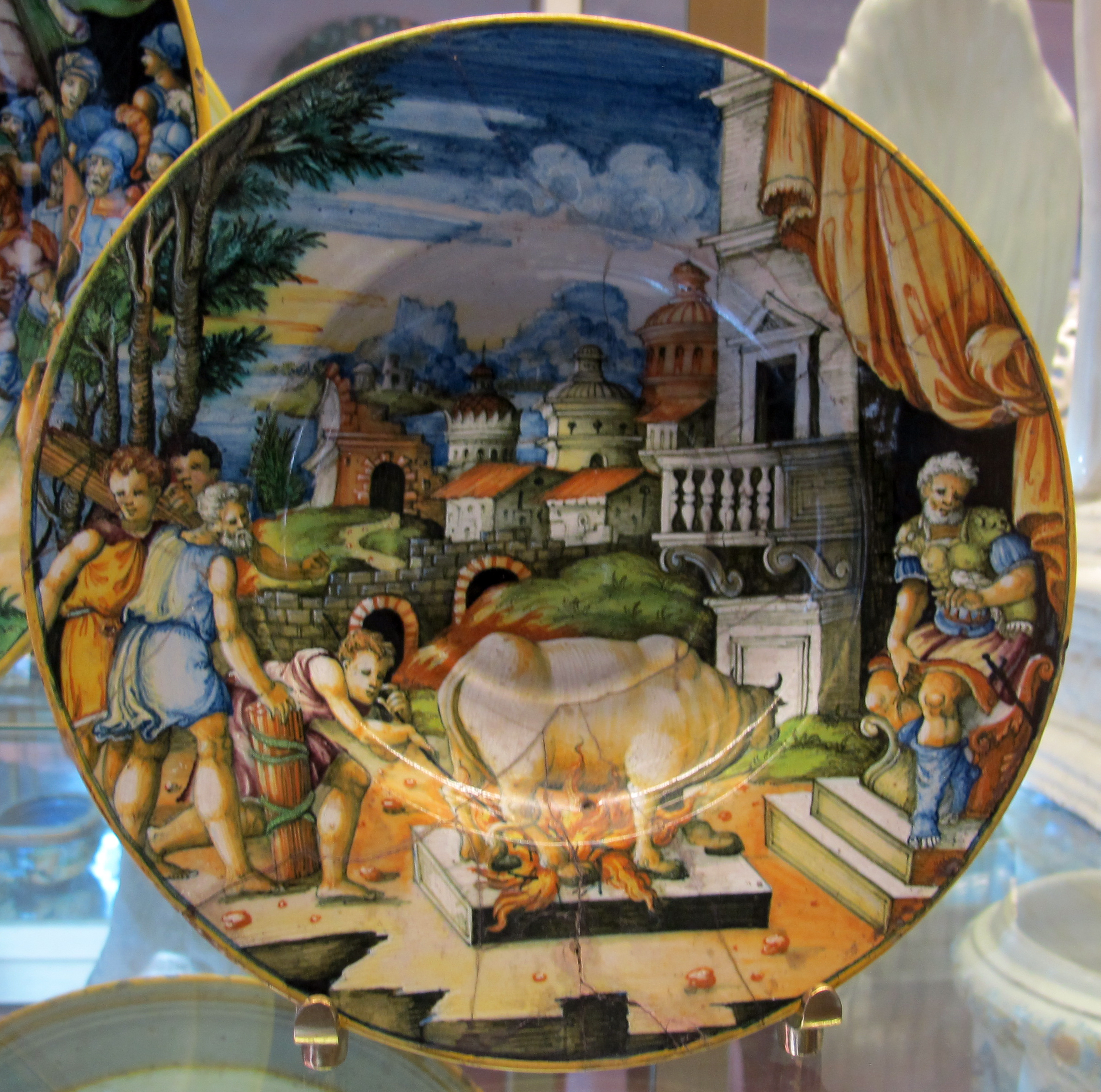
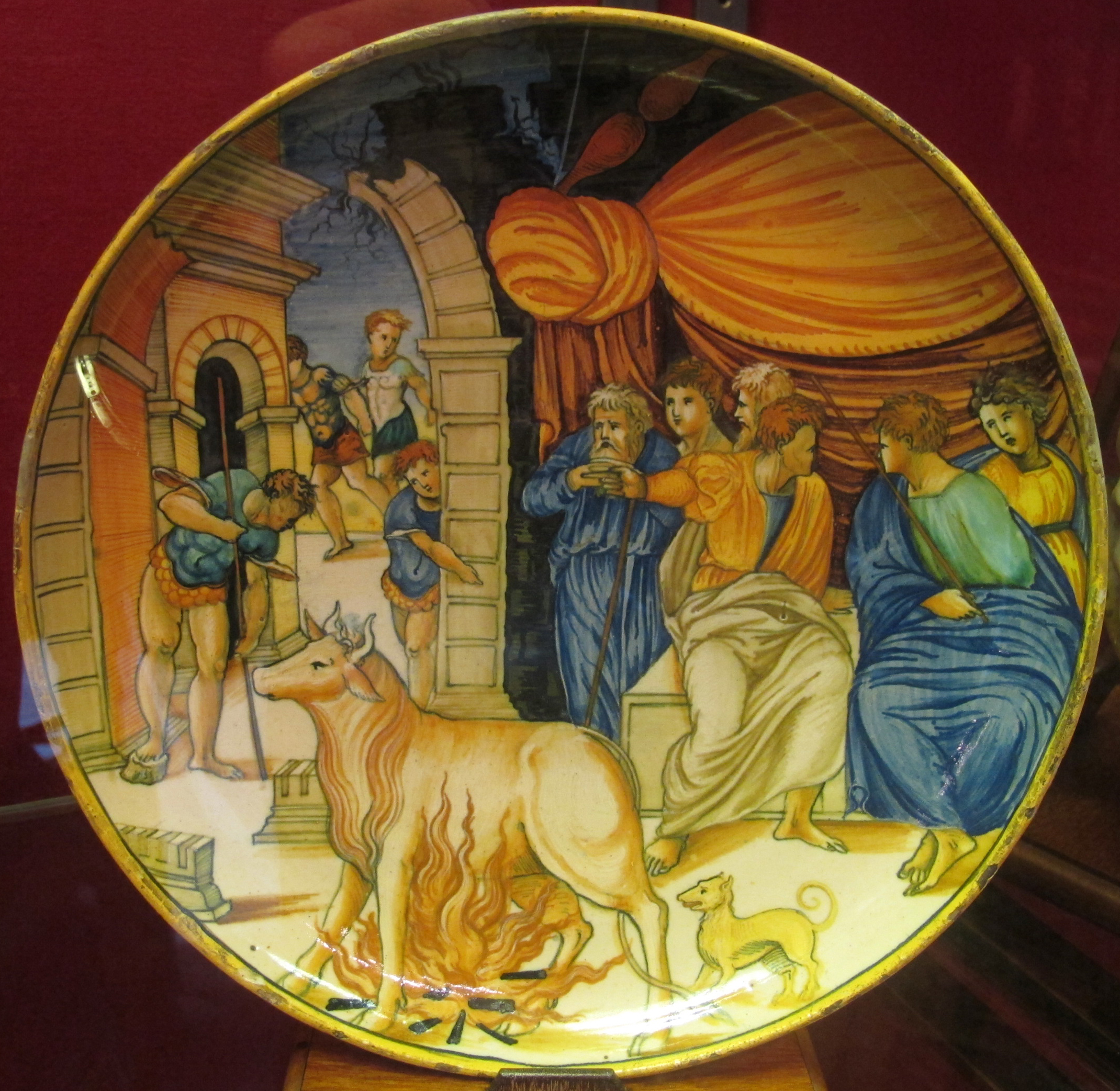